# 赤トリヰ
株式会社赤トリヰ（あかとりい）は、福島県須賀川市に本社を置き、かつて百貨店やスーパーマーケットを経営していた企業である。法人としては現存しており、大型小売店事業からの撤退後、法人名を「吉田興産」に変更している。

## 歴史・概要
1905年（明治38年）にメリヤス製品・洋傘店として創業。1967年（昭和42年）に中町に百貨店の赤トリヰショッピングデパートを開店し、1976年（昭和51年）12月に地上5階地下1階の大型店に増改築した。
1981年（昭和56年）10月27日にはモータリゼーションに対応させ、郊外の須賀川市森宿にショッピングモールの赤トリヰグリーンモールを開業。
1996年（平成8年）にはマイカルの傘下に入り、店舗の名称を同社の店舗ブランドを採用して赤トリヰ須賀川サティ店（須賀川サティ）へ変更した。
1998年（平成10年）3月に経営基盤の強化を図るため、同じくマイカル傘下だった本宮町（現在の本宮市）の成田屋と合併し、『マイカル福島』が発足。この時点で、須賀川市と本宮町に4店舗を経営していた。
2000年（平成12年）1月10日に、郊外店進出で売上が低迷していた中町の赤トリヰを閉店して『須賀川サティ』に営業の本拠を移転させた。
マイカルの破綻を受けて2003年（平成15年）3月1日にマイカルグループから離脱して社名を『赤トリヰ』に戻すと共に店舗名も『赤トリヰグリーンモール』にして再び地場資本の小売企業として自立した経営に移行した。
2004年（平成16年）3月9日に須賀川店をスーパーマーケット赤トリヰ中町店として営業を再開させて中心市街地で店舗周辺の商店街の活性化を目指したが、商店街のコミュニティーが崩壊して足並みが揃わなかったことなども影響して集客や売上が伸び悩み、再開から1年余りの2005年（平成17年）5月31日に再び閉店した（2005年は創業100周年でもあった）。
同年11月9日に中町店の土地と建物を約1.1億円で須賀川市に譲渡して2007年（平成19年）から総合福祉センターとして活用されることになった。
2011年（平成23年）3月11日に発生した東北地方太平洋沖地震（東日本大震災）の影響で建物に甚大な損傷が発生しながらも、震災後一時営業を再開したが安全的見解から4月29日をもって閉店し、パートを含む従業員約150人は全員を解雇して小売企業としての営業活動を事実上休止した。
閉店時には新店舗の開設後に積極的に再雇用する方針としていたが、2012年（平成24年）にヨークベニマルやホーマックなど5店舗が入居する「フレスポ須賀川グリーンモール」が赤トリヰグリーンモールの跡地に開業することを発表し、同社自体が直営で大型小売店事業を再開しないことが表明。2013年（平成25年）9月20日に、赤トリヰグリーンモール店跡地に複合商業施設「フレスポ須賀川グリーンモール」が開店した。
なお、大型小売店事業からの撤退後、法人名を「吉田興産」に変更。
現在は、須賀川市加治町に洋品店「マイショップ赤トリヰ」として、規模を縮小して営業している。

## 沿革
- 1905年（明治38年）[1] - メリヤス製品・洋傘店として創業。以後、市内には紳士服店や洋服店「赤トリヰ 壱番館」を展開する。
- 1967年（昭和42年）- 「赤トリヰショッピングデパート」（須賀川店）開店[5]。（1976年（昭和51年）12月に増改築して新装開店。）
- 1981年（昭和56年）10月27日 - 「赤トリヰグリーンモール」開業[8]。
- 1996年（平成8年） - マイカルグループに加入。
- 1998年（平成10年）3月 - 本宮市の「成田屋」と合併し、社名をマイカル福島に変更[11]。
- 2000年（平成12年）1月10日 - 中町の「マイカル福島赤トリヰ店」閉店[4]。
- 2003年（平成15年）3月1日 - マイカルグループから離脱し、社名を赤トリヰに戻す[9]。
- 2004年（平成16年）3月[3]9日 - 食品スーパーとして[14]「赤トリヰ中町店」開店[3]
- 2005年（平成17年）
  - 5月31日 - 「赤トリヰ中町店」閉店[3]
  - 11月9日 - 中町店の土地と建物を須賀川市に譲渡[15]
- 2011年（平成23年）
  - 4月5日 - 東北地方太平洋沖地震（東日本大震災）の影響で、店舗に地盤沈下など甚大な被害を受け「赤トリヰ」グリーンモール店の閉店を発表する。
  - 4月29日 - 「赤トリヰグリーンモール店閉店」[1]。
- 2013年（平成25年）9月20日 - 「赤トリヰグリーンモール店」跡地に複合商業施設フレスポ須賀川グリーンモール開店[10]。
- 時期不明 - 「マイショップ赤トリヰ」開店。
- 2017年（平成29年）12月7日 - 「メンズショップ赤トリヰ」開店[17]。

## 店舗
- 「マイショップ赤トリヰ」（福島県須賀川市加治町1-30[17]）
  - 衣料品専門の小型店。
- 「メンズショップ赤トリヰ」
  - 2017年（平成29年）12月7日開店[17]。マイショップ赤トリヰ内に併設。

### かつてあった店舗
いずれも解体されており、現存しない。
- 「赤トリヰショッピングデパート」→「マイカル福島赤トリヰ店」[12]（福島県須賀川市中町4-1、1967年（昭和42年）開店[5] - 2000年（平成12年）1月10日閉店[4]）
1967年（昭和42年）に『赤トリヰショッピングデパート』として開店[15]。1976年（昭和51年）12月に地上5階地下1階の大型店に増改築。改築後の売り場面積は約6,814m2[18]。赤トリヰショッピングデパートは、1976年当時、隣の郡山市に、西友（1976年（昭和51年）11月からは郡山西武店）・丸井・ダイエーなど大型店が相次いで進出し、郡山市へ流出する須賀川市民を食い止める役割も与えた[19]。
1980年（昭和55年）のピーク時には年間約60億円の売上を記録したが[6] 、郊外の大型店などの影響で売上が減少した影響を受け、2000年（平成12年）1月10日閉店[4]。
- 「赤トリヰ中町店」
上記の須賀川店がスーパーマーケットとして[14]2004年（平成16年）3月[3]9日に再び開店するが、2005年（平成17年）5月31日閉店となる[3]。
「須賀川市総合福祉センター」およびローソンとして使用していたが、東北地方太平洋沖地震に伴う建物の被災により解体。
建て替えた後、「須賀川市民交流センターtette」が2019年（平成31年）1月11日に開業。
- 「赤トリヰグリーンモール」→「赤トリヰ須賀川サティ店」→「マイカル福島須賀川サティ店」→「赤トリヰグリーンモール店」（福島県須賀川市森宿字北向88、1981年（昭和56年）10月27日開業[8] - 2011年（平成23年）4月29日閉鎖[1]）
地上2階建て、延床面積9,675m2、売り場面積4,500m2の郊外型ショッピングモールとして[20]、1981年（昭和56年）10月に開業。店舗正面左側には、約35,000m2の敷地内に観覧車などの遊具が設けられた遊園地も開設された。須賀川サティに店名を変更する際の改装で撤去され、跡地は駐車場となった。国道4号線からは実際に赤い鳥居が見られたがサティ転換前後に撤去された。
1996年（平成8年）から2003年（平成15年）までは、マイカルグループ傘下のマイカル福島「須賀川サティ」店に店名を変えていたが、マイカル破綻によるグループ離脱後は元の名称に戻した。
2013年（平成25年）9月20日に跡地に複合商業施設フレスポ須賀川グリーンモールが開店した[10]。
- 「成田屋本宮ファミリー店」→「マイカル福島本宮ファミリー店」→「赤トリヰ本宮店」[21]
本宮町に本社を置いた『成田屋』の店舗として1980年（昭和55年）12月5日開業[22]。
売り場面積約1,500m2で平屋建て[22]。
閉店後は元市長の佐藤嘉重の選挙事務所として使用され、解体後、2011年（平成23年）12月1日より「ヨークベニマル新本宮舘町店」（現・本宮舘町店）[23]として開店[21]。
- 「成田屋中条店」[11]
食料品中心を扱う店舗[11]。
- 「成田屋駅前店」

## 事故
- 1982年（昭和57年）4月27日15時50分頃、当時3歳の男児が、赤トリヰグリーンモール内の観覧車の高さ約27m地点のゴンドラから転落[24][25]。郡山市内の病院に全身打撲の重体で救急搬送され、救命処置が取られるも、翌4月28日22時40分に、全身打撲と脳挫傷のため死亡した[25]。
4月27日当時、男児の家族はグリーンモールへ買い物に来ており、遊園地で遊んでいた際、母親が目を離したすきに、当時修理中で「立ち入り禁止」の札が下がり、回転していた観覧車に男児1人で乗り込んでしまった[25]。観覧車のゴンドラの扉は、外側から掛け金かける仕組みであったが、事故当時は修理のため、扉に掛け金がかけられず、開けっ放しとなっていた[25]。また当時、観覧車には係員2名が勤務し、たまたま観覧車に乗車する人がおらず、別の遊具の修理に当たっていたため、男児が乗車したことに気づいていなかった[25]。